# Toporowy Staw Wyżni
Der Toporowy Staw Wyżni in Polen ist ein Torfsee im Tal Dolina Suchej Wody Gąsienicowej in der Hohen Tatra. Er befindet sich in der Gemeinde Zakopane. Der See liegt in einer streng geschützten Torflandschaft oberhalb des größeren Toporowy Staw Niżni und ist nicht zugänglich. Er ist ein Refugium für zahlreiche Tier- und Pflanzenarten. Der See wird voraussichtlich in Zukunft verlanden, wie zahlreiche andere Gewässer in seiner Nähe, die bereits ausgetrocknet sind. Unweit des Sees verläuft die Panoramastraße Oswald-Balzer-Weg.